# Лачиновский сельсовет (Курская область)
Лачиновский сельсовет — муниципальное образование со статусом сельского поселения в Касторенском районе Курской области Российской Федерации.
Административный центр — посёлок Лачиново.

## История
Статус и границы сельсовета установлены Законом Курской области от 21 октября 2004 года № 48-ЗКО «О муниципальных образованиях Курской области».

## Население
| 2002 | 2010 | 2012 | 2013 | 2014 | 2015 | 2016 |
| ---- | ---- | ---- | ---- | ---- | ---- | ---- |
| 872  | ↘644 | ↘600 | ↘549 | ↘526 | ↘499 | ↘483 |
| 2017 | 2018 | 2019 | 2020 | 2021 |      |      |
| ↘477 | ↗481 | ↘477 | ↘451 | ↗480 |      |      |

## Состав сельского поселения
| № | Населённый пункт | Тип населённого пункта          | Население |
| - | ---------------- | ------------------------------- | --------- |
| 1 | 2-е Никольское   | деревня                         | ↘6        |
| 2 | Лачиново         | посёлок, административный центр | ↘476      |
| 3 | Марьино          | село                            | ↘0        |
| 4 | Успено-Раевка    | деревня                         | ↘162      |